# Camponotus catalanus
Camponotus catalanus es una especie de hormigas endémicas de la España peninsular.